# أودري ماكلولين
أودري ماكلولين (بالإنجليزية: Audrey McLaughlin) (و. 1936  م) هي سياسية، وكاتبة سير ذاتية كندية، ولدت في Dutton, Ontario ‏، هي عضوةٌ في الحزب الديمقراطي الجديد.

## مناصب
تولت منصب عضو مجلس العموم الكندي 20 يوليو 1987–2 يونيو 1997
.

## التعليم
تعلمت في جامعة غويلف
.

## جوائز
حصلت على جوائز منها:
نيشان كندا من رتبة ضابط